# Dvorec Lanthieri

Dvorec Lanthieri ali Lanthierijeva graščina je baročni dvorec, ki stoji na jugovzhodnem robu starega jedra Vipave v zahodni Sloveniji, ob izviru istoimenske reke (pod steno Skalnico) na zahodnem pobočju Nanosa. Tvori ga stanovanjsko poslopje v tipičnem benečijskem poznobaročnem slogu, za katerim stojijo trije gospodarski in upravni trakti, ki obkrožajo štirikotno notranje dvorišče. Pomožne stavbe od stanovanjskega dela ločuje krak reke Vipave, povezuje jih manjši kamnit most. Pred poslopjem je urejen park. Dvorec je trenutno v lasti Občine Vipava, od katere ga ima v dolgoročnem najemu Univerza v Novi Gorici, tu se nahajajo prostori Fakultete za vinogradništvo in vinarstvo in Fakultete za znanosti o okolju.
Leta 2008 je bil kompleks skupaj s parkom kot ena kulturnozgodovinsko najuglednejših grajskih stavb v Sloveniji razglašen za kulturni spomenik državnega pomena.

## Zgodovina
Dvorec so v drugi polovici 17. stoletja kot svojo glavno rezidenco dali zgraditi vipavski posestniki, grofje Lanthieriji, na mestu starejšega gradu rodbine Wippach. Avtor načrtov ni znan, domnevno bi lahko bil to goriški arhitekt Michele Bon. Skromnejše prvotno poslopje je bilo do leta 1762 razširjeno in barokizirano. V prvotni podobi ga je ob obisku Vipave leta 1678 narisal Valvasor in ga kasneje uporabil za ponazoritev Vipave v svojem delu Topografija Vojvodine Kranjske.
Lanthieriji so dvorec uporabljali kot glavno rezidenco in sedež fevdalne posesti v Vipavski dolini, ki je obsegala 3000 ha. Zadnji prebivalec je bil grof Karel Friderik Lanthieri, ki je tu živel do začetka 20. stoletja, ob njegovi smrti pa je ta veja rodbine izumrla. Po tistem je grad prešel pod vojaško upravo, kot vojašnico so ga uporabljale avstro-ogrska, italijanska in jugoslovanska vojska. Po osamosvojitvi Slovenije je bil izpraznjen in je kljub prizadevanjem za oživitev dve desetletji počasi propadal, predvsem zaradi vlage ob občasnih poplavah reke Vipave.
Leta 2003 je občina z Univerzo v Novi Gorici sklenila dogovor o dolgoročnem najemu za simbolično ceno in v naslednjih letih poskrbela za nujno sanacijo ter pridobila evropska in državna sredstva za financiranje obnove v vrednosti približno osem milijonov evrov. Ob obnovi so bile restavrirane tudi bogate poslikave v notranjosti. Sprva je v stanovanjskem objektu dobila prostore Fakulteta za vinogradništvo in vinarstvo, z novim dogovorom konec leta 2016 pa je univerza v uporabo prevzela še preostala poslopja in vanje preselila Fakulteto za znanosti o okolju. V načrtu je še ureditev muzeja vinogradništva in vinarstva, ki bo ob pomoči Goriškega muzeja nastal v kletnih prostorih stanovanjske stavbe, sporno pa ostaja vprašanje občinske souporabe nekaterih prostorov za protokolarne in turistične namene, zaradi česar je občina sprožila sodni spor.